# Aspidiphorus japonicus
Aspidiphorus japonicus es una especie de coleóptero de la familia Sphindidae.

## Distribución geográfica
Habita en Siberia y Japón.